# Calendas
Calendas (var. Chalendas, Calenas), en occità, és el conjunt de les grans festes cristianes de l'hivern, és a dir Nadal, Cap d'Any i Reis, i tot el període que els envolta, amb els seus costums particulars.
Al seny estret, el mot designa sovint la festa de Nadal.
Les calendes (llatí: kalendae) són, en rigor, el primer dia de cada mes en el calendari romà. El mot calendari en deriva, a través del mot llatí calendarĭum, amb el mateix significat.